# Yvette Duval
Pour les articles homonymes, voir Duval.
Yvette Duval, née Yvette Ben Chettrit  le 28 avril 1931 à Oujda (Maroc) et le 8 novembre 2006 à Paris 12e, est une universitaire et historienne française.

## Biographie
Yvette Ben Chettrit est née dans la ville marocaine d'Oujda, dans une famille juive d'origine marocaine et algérienne. Après des études à Rabat, au lycée Fénelon et à l'École normale supérieure de jeunes filles, elle obtient une  agrégation en histoire qui lui permet de démarrer une carrière universitaire à l'université Lille-III puis à l'université Paris-Nanterre, où elle est l'assistante d’André Chastagnol. 
Maître-assistante puis professeur à l'Université Paris-Est-Créteil-Val-de-Marne où elle fonde le « Groupe de recherches sur l’histoire du christianisme antique et haut-médiéval », elle est également professeur invité dans plusieurs universités européennes et nord-américaines et membre du Comité des travaux historiques et scientifiques entre 1983 et 1989. 
Professeur émérite des universités, elle s'est intéressée dans ses travaux au début du christianisme.  

### Vie privée
Yvette Benchettrit s'est mariée en 1954 avec l'historien Noël Duval, mort en décembre 2018.

## Publications
- 1981 : La mosaïque tardive d'Afrique [sous la dir. de], Paris, Université de Paris-Val-de-Marne.
- 1982 : Loca sanctorum Africae. Le culte des martyrs en Afrique du IVe  au VIIe siècle, Rome, Collection de l'École française de Rome, 2 vol[6].
- 1986 : L'Inhumation privilégiée du IVe au VIIIe siècle en Occident [sous la dir. de], Paris, De Boccard.
- 1986 : Topographie chrétienne des cités de la Gaule, des origines au milieu du VIIIe siècle : Provinces ecclésiastiques d'Aix et d'Embrun [sous la dir. de], Paris, De Boccard.
- 1988 :  Auprès des saints, corps et âme. L'inhumation « ad sanctos » dans la chrétienté d'Orient et d'Occident du IIIe au VIIe siècle, Paris, Collection des Études Augustiniennes[7].
- 1992 : Institutions, société et vie politique dans l'empire romain au IVe siècle après J.-C. [sous la dir. de], Rome, Collection de l'École française de Rome.
- 1995 : Lambèse chrétienne, la gloire et l'oubli. De la Numidie romaine à l'Ifrîqiya, Paris, Collection des Études Augustiniennes.
- 2000 : Chrétiens d’Afrique à l'aube de la paix constantinienne : Les premiers échos de la grande persécution, Paris, Collection des Études Augustiniennes.
- 2005 : Les chrétientés d’Occident et leurs évêques au IIIe siècle, Paris, Collection des Études Augustiniennes[8].

## Distinctions
- Chevalier de la Légion d'honneur
- Officier de l'ordre des Arts et des Lettres